# جهاد دانشگاهی
جهاد دانشگاهی یک سازمان فرهنگی و پژوهشی در ایران است که یک مؤسسه آموزش عالی غیرانتفاعی به همین نام را اداره می‌کند.
اساس‌نامه جهاد دانشگاهی در تاریخ ۱۱/۰۹/۱۳۶۵ به تصویب شورای عالی انقلاب فرهنگی رسید. طبق این اساس‌نامه جهاد دانشگاهی، دو وظیفه تحقیقات علمی و فعالیت‌های فرهنگی را بر عهده دارد.
جهاد دانشگاهی در راستای اهداف و وظایف خود در سال ۱۳۷۲ اقدام به تأسیس مؤسسه آموزش عالی جهاد دانشگاهی به عنوان یک مؤسسه غیرانتفاعی از نوع دوم نمود.